# 澤田愛子
澤田 愛子（さわだ あいこ、1945年 - ）は、日本の看護学者。日本赤十字北海道看護大学教授、日本死の臨床研究会世話人、日本医学哲学倫理学評議員、日本生命倫理学会評議員を歴任。ESPMH（欧州医療哲学会）会員。

## 来歴
名古屋生まれ。
看護専門学校を卒業し看護師となった。後年に早稲田大学第一文学部人文専攻を卒業。上智大学大学院哲学研究科博士前期課程、千葉大学大学院看護学研究科修士課程修了。上智大学大学院ではシモーヌ・ヴェイユを扱った。
三重県立看護短期大学助教授、北海道医療大学短期大学部助教授、富山医科薬科大学医学部看護学科教授、山梨大学大学院医学工学総合研究部教授、県立長崎シーボルト大学教授を経て、2007年より日本赤十字北海道看護大学教授。日本死の臨床研究会世話人、日本医学哲学倫理学評議員、日本生命倫理学会評議員を務めた。ヨーロッパ医療哲学学会 (ESPMH) 会員。その後に教授職を定年退職。
2015年には安全保障関連法の廃止を求める早稲田大学有志の会に賛同署名した。安倍政権に危機感を抱き、2015年末よりツイッターを開始。

## 主張
- 2017年1月31日にテレビでドナルド・トランプ支持者を観て、『どうしてこんなにも品のない顔つきをしているんだろう。知性の影も見られない。』とツイートした（後に投稿削除）[13]。
- 2017年10月27日に山尾志桜里議員の不倫に関する報道した週刊文春について、『卑劣な文春。何の権利で卑劣な記事を書く？。どんな利益があったか。今自公から頼まれているのか。友達の秘書と枝野氏がどう関係する。卑しい文春。』と主張した[14]。
- 2018年2月5日に『カルト宗教信者が支える宗教政党は怖いですよ、皆さん。公明党はカルト創価学会の政党。』『通常の理性ではわからぬ行動をとる。』『個人の意思を持たず上からの命令に盲従して投票する。』と主張した[15]。
- 2020年に新型コロナウイルスに関してイデオロギーに基づく陰謀論をツイートして8000余リツイートされたため、バズフィードがファクトチェックを行いデマと否定した[16]。
- 2021年10月31日の衆議院選挙結果を受けて、立憲民主党が負けた理由を「国民の意識が低すぎて、困窮者の救済、平等、人権等が選挙の争点にならなかっただけだ。」とツイートした[17]。

## 著作

### 単著
- 『末期医療からみたいのち : 死と希望の人間学』朱鷺書房、1996年。ISBN 4886025110。 NCID BN14293897。
- 『今問い直す 脳死と臓器移植』東信堂、1998年。
  - 『今問い直す 脳死と臓器移植（第2版）』東信堂、1999年。ISBN 978-4422300399。
- 『夜の記憶―日本人が聴いたホロコースト生還者の証言』創元社、2005年。ISBN 978-4422300399。
- 『原爆被爆者三世代の証言―長崎・広島の悲劇を乗り越えて』創元社、2011年。ISBN 978-4422300412。

### 共著
- 土屋博『聖と俗の交錯』北海道大学出版会、1993年。ISBN 978-4832931817。

## 論文
- 「末期癌患者の心理的苦悶--死の恐怖を越えるもの」『人間学紀要』第14号、上智大学人間学会、1984年12月、70-85頁、ISSN 02876892、NAID 120005875073。
- 「人工妊娠中絶に関する倫理の諸問題」『医学哲学 医学倫理』第3巻、日本医学哲学・倫理学会、1985年、71-82頁、doi:10.24504/itetsu.3.0_71、ISSN 0289-6427、NAID 110007151277。
- 「シモーヌ・ヴェイユにおける不幸の形而上学」『北海道大学医療技術短期大学部紀要』第2号、北海道大学医療技術短期大学部、1989年11月、33-42頁、ISSN 0915-2083、NAID 120001152456。
- 「人間はいつ死ぬのか : 死の再定義・判定を巡る諸問題」『医学哲学 医学倫理』第8巻、日本医学哲学・倫理学会、1990年、35-51頁、doi:10.24504/itetsu.8.0_35、ISSN 0289-6427、NAID 110007151321。
- 「臓器移植とキリスト教倫理」『人間学紀要』第21号、上智大学人間学会、1991年、225-236頁、ISSN 02876892、NAID 120005875252。
- 「日本における看護婦不足の問題 : その背景にある要因を中心に」『北海道大学医療技術短期大学部紀要』第5号、北海道大学医療技術短期大学部、1992年12月、15-25頁、ISSN 0915-2083、NAID 120001152498。
- 「生殖技術と倫理 : 生命倫理の視点より」『富山医科薬科大学看護学科紀要』第3巻、富山大学、1996年6月、77-84頁、ISSN 13414917、NAID 110000568437。
- 有田広美, 澤田愛子「37) 進行ガン患者の感じる「癒し」」『日本看護研究学会雑誌』第24巻第3号、日本看護研究学会、2001年、3_122-3_122、doi:10.15065/jjsnr.20010627054、ISSN 2188-3599、NAID 130007888138。
- 「精神看護におけるインフォームド・コンセント--患者の判断能力の査定に焦点を当てて」『富山医科薬科大学看護学会誌』第4巻第2号、富山医科薬科大学看護学会、2002年4月、43-50頁、doi:10.15099/00002553、ISSN 13441434、NAID 110001031754。
- 「ホロコーストと記憶 : 記憶伝達の困難さと残された希望(海外調査特別報告)」『医学哲学 医学倫理』第22巻、日本医学哲学・倫理学会、2004年、119-121頁、doi:10.24504/itetsu.22.0_119、ISSN 0289-6427、NAID 110006952277。
- 「ナチT4作戦における看護師--その役割分析と共犯のメンタリティに焦点を当てて」『人間学紀要』第35号、上智大学一般教育人間学研究室、2005年、155-178頁、ISSN 02876892、NAID 110004875530。
- 「原爆被爆の記憶の継承--その困難性と可能性を見つめて」『人間学紀要』第39号、上智大学一般教育人間学研究室、2009年、91-114頁、ISSN 02876892、NAID 120005881897。
- 「命を育む体験を積み重ねていくために」『神戸親和女子大学児童教育学研究』第39号、神戸親和女子大学児童教育学会、2020年2月、25-27頁、ISSN 1342-0305、NAID 120006882642。
- 「神・世界・美：シモーヌ・ヴェイユの形而上学序説」『人間学紀要』第12号、上智大学人間学会、1982年12月、103-125頁、ISSN 02876892、NAID 120005875050。
- 「真理をもたらす自己の無化 : シモーヌ・ヴェイユにおける「脱創造」の概念をめぐって」『哲学論集』第13号、上智大学哲学会、1984年6月、111-124頁、ISSN 09113509、NAID 120005877738。
- 「シモーヌ･ヴェイユにおける無化の神秘 ： 「脱創造」と神への回帰を巡って」『基督教学』第25号、日本基督教学会北海道支部/北海道基督学会、1990年7月、1-17頁、ISSN 02871580、NAID 120003089475。